# Trà Don
Trà Don is een xã in het district Nam Trà My, een van de districten in de Vietnamese provincie Quảng Nam. Trà Don heeft ruim 1700 inwoners op een oppervlakte van 73,8 km².